# Узигонты
Узиго́нты (фин. Usinkontu) — деревня в Низинском сельском поселении Ломоносовского района Ленинградской области.

## История
На шведской «Генеральной карте провинции Ингерманландии» 1704 года, составленной по материалам 1678 года, упоминается деревня Usinkondo.
Как деревня Усинкандо она нанесена на «Географическом чертеже Ижорской земли» Адриана Шонбека 1705 года.
Две смежные деревни Узигонт обозначены на карте Санкт-Петербургской губернии 1792 года А. М. Вильбрехта.
Деревня являлась вотчиной великого князя Константина Павловича из которой в 1806—1807 годах были выставлены ратники Императорского батальона милиции.
На «Топографической карте окрестностей Санкт-Петербурга» Военно-топографического депо Главного штаба 1817 года, рядом с Петергофским каналом упомянуты две деревни Узигон из 10 и 1 крестьянского двора соответственно.
Деревни Большой Узигонт из 14 и Малый Узигонт (или Симкино) из 3 дворов, упоминаются на «Топографической карте окрестностей Санкт-Петербурга» Ф. Ф. Шуберта 1831 года.

УЗИГОНТА БОЛЬШОГО — деревня принадлежит государю великому князю Константину Николаевичу, число жителей по ревизии: 55 м. п., 50 ж. п.

УЗИГОНТА МАЛОГО — деревня принадлежит государю великому князю Константину Николаевичу, число жителей по ревизии: 12 м. п., 10 ж. п. (1838 год)

На этнографической карте Санкт-Петербургской губернии П. И. Кёппена 1849 года она обозначена как деревня «Usinkontu», расположенная в ареале расселения эвремейсов. В пояснительном тексте к этнографической карте указано количество её жителей на 1848 год: эвремейсов — 52 м. п., 36 ж. п., всего 88 человек.

УЗИГОНТ БОЛЬШОЙ — деревня Красносельской удельной конторы Шунгоровского приказа, по просёлочной дороге, число дворов — 18, число душ — (5)6 м. п.

УЗИГОНТ МАЛЫЙ — деревня Красносельской удельной конторы Шунгоровского приказа, по просёлочной дороге, число дворов — 4, число душ — 13 м. п. (1856 год)

В 1860 году деревня Большой Узигонт насчитывала 22 двора, а Малый Узигонт (Симкино) — 5. Севернее располагалась ещё одна деревня Узигонт или Большие Пиудузи из 6 дворов.

УЗИГОНТ БОЛЬШОЙ — деревня Павловского городского правления при колодце, по правую сторону шоссе между Знаменскою мызою и Ропшею, в 7 верстах от Петергофа, число дворов — 25, число жителей: 68 м. п., 82 ж. п. 

УЗИГОНТ МАЛЫЙ (СИМКИНО) — деревня Павловского городского правления при колодце, там же, в 6 верстах от Петергофа, число дворов — 5, число жителей: 16 м. п., 19 ж. п. (1862 год)

- Деревня Большой Узигонт на карте 1885 года

В 1885 году деревня Большой Узигонт насчитывала 24 двора.
В конце XIX — начале XX века она административно относилась к Константиновской волости 1-го стана Петергофского уезда Санкт-Петербургской губернии. По приходским данным население деревни было исключительно финским.
К 1913 году количество дворов увеличилось до 27.
С 1917 по 1919 год деревни Узигонт Большой и Узигонт Малый входили в состав Велигонтского сельсовета Шунгоровской волости Петергофского уезда.
С 1919 года в составе Стрельно-Шунгоровской волости.
С 1922 года в составе Разбегаевского сельсовета.
С 1923 года в составе Стрельнинской волости Троцкого уезда.
Согласно данным переписи населения СССР 1926 года в деревне Узигонд Большой проживали 116 человек — все финны; в деревне Узигонд Малый проживали 32 человека — все финны.
С 1927 года в составе Урицкого района.
В 1928 году население деревни Узигонты составляло 148 человек.
С 1930 года в составе Ленинградского Пригородного района.
- План деревни Узигонты. 1931 год

Согласно топографической карте 1931 года деревня состояла из двух частей Малый Узигонт и Большой Узигонт, который насчитывал 29 дворов.
По данным 1933 года деревни Узигонт Большой и Узигонт Малый входили в состав Разбегаевского финского национального сельсовета Ленинградского Пригородного района. Всего в состав сельсовета входили 14 населённых пунктов: деревни Велигонт, Красино, Настолово, Олики, Палколово, Пиудузи, Повкули, Разбегаево, Райкузи, Сибилево, Узигонт Большой, Узигонт Малый, Ходокайзи и хутор Олики, общей численностью населения 1508 человек. Административным центром сельсовета являлась деревня Ходокайзи.
С 1939 года в составе Заводского сельсовета Красносельского района.
С 1 августа 1941 года по 31 декабря 1943 года деревня находилась в оккупации.
С 1955 года в составе Ломоносовского района.
С 1963 года в составе Гатчинского района.
С 1965 года вновь в составе Ломоносовского района. В 1965 году население деревни Узигонты составляло 111 человек.
По данным 1966 года деревня Узигонты также входила в состав Заводского сельсовета.
По данным 1973 и 1990 годов деревня Узигонты входила в состав Бабигонского сельсовета Ломоносовского района.
В 1997 году в деревне проживали 2 человека, в 2002 году — постоянного населения не было, в 2007 году — 3.

## География
Деревня расположена в северо-восточной части района к востоку от автодороги 41К-138 (Ропша — Марьино), близ автодороги А118 (Кольцевая автомобильная дорога вокруг Санкт-Петербурга).
Расстояние до административного центра поселения — 8 км.
Расстояние до ближайшей железнодорожной станции Стрельна — 12 км.
Деревня находится на правом берегу реки Шингарка.

## Демография
| 1862 | 2002 | 2007 | 2010 | 2017 |
| ---- | ---- | ---- | ---- | ---- |
| 185  | ↘0   | ↗3   | ↗15  | ↗157 |

## Улицы
1-й Восточный проезд, 1-й Загородный проезд, 1-й Триумфальный проезд, 10-й Международный проезд, 11-й Международный проезд, 12-й Международный проезд, 13-й Международный проезд, 2-й Восточный проезд, 2-й Загородный проезд, 2-й Спортивный проезд, 2-й Триумфальный проезд, 3-й Загородный проезд, 3-й Спортивный проезд, 3-й Триумфальный проезд, 4-й Восточный проезд, 4-й Загородный проезд, 4-й Международный проезд, 4-й Спортивный проезд, 4-й Триумфальный проезд, 5-й Восточный проезд, 5-й Загородный проезд, 5-й Международный проезд, 5-й Спортивный проезд, 5-й Триумфальный проезд, 6-й Восточный проезд, 6-й Загородный проезд, 6-й Международный проезд, 6-й Триумфальный проезд, 7-й Загородный проезд, 7-й Международный проезд, 7-й Триумфальный проезд, 8-й Загородный проезд, 8-й Международный проезд, 8-й Триумфальный проезд, 9-й Загородный проезд, 9-й Международный проезд, Весенняя, Грибная, Детская, Загородная, Зимняя, Кедровая, Константиновская, Лесная, Летний проезд, Летняя, Медовая, Международная, Олимпийская, Ореховая, Прибалтийская, Радужная, Сосновая, Спортивная, Успешная, Фруктовая, Хвойная, Чайная, Юности, Ягодная.